# Khí núi lửa

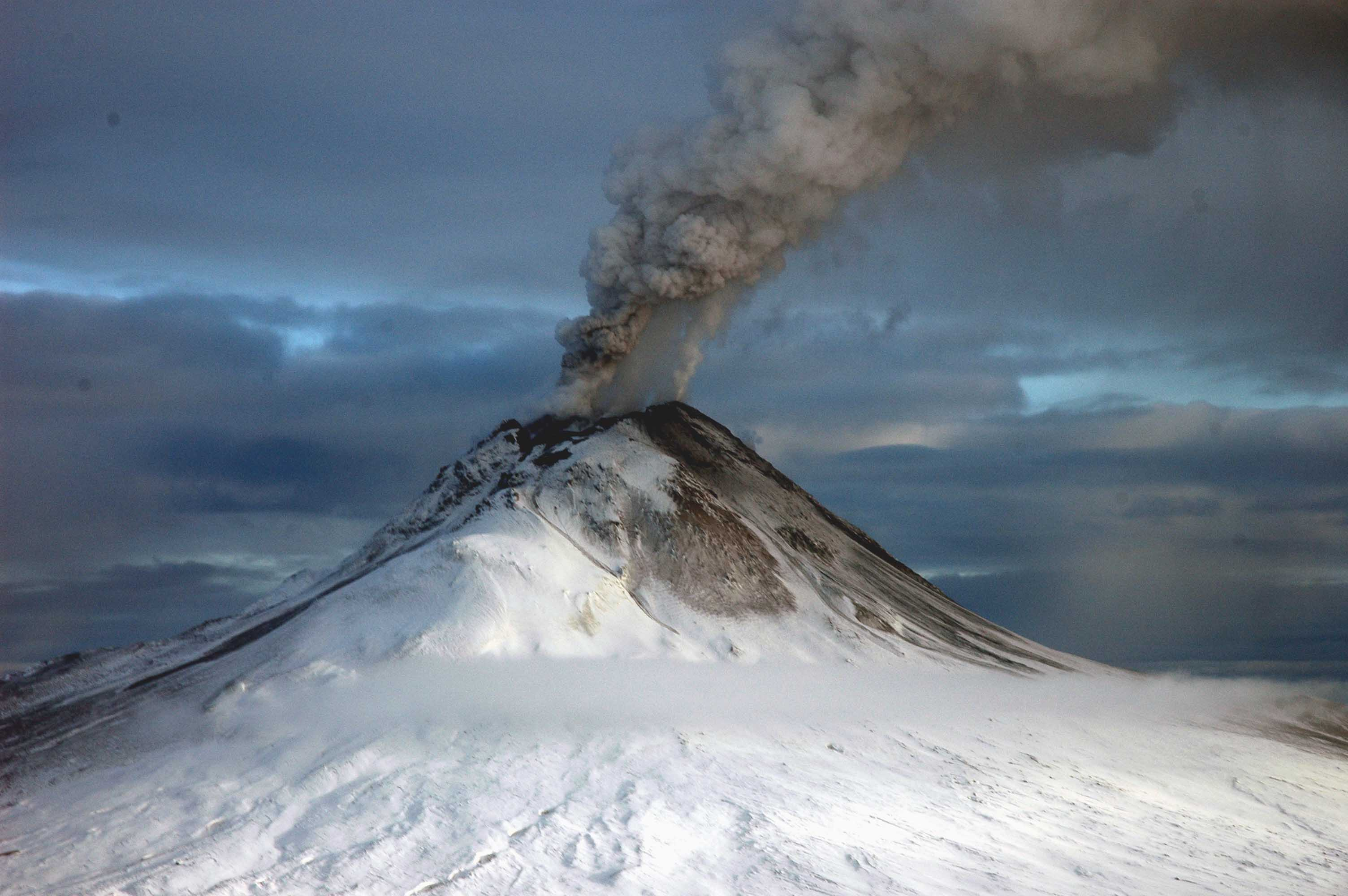
Khí núi lửa xâm nhập vào khí quyển với bụi và mạt vụn trong vụ phun trào núi lửa ở Augustine, 2006.

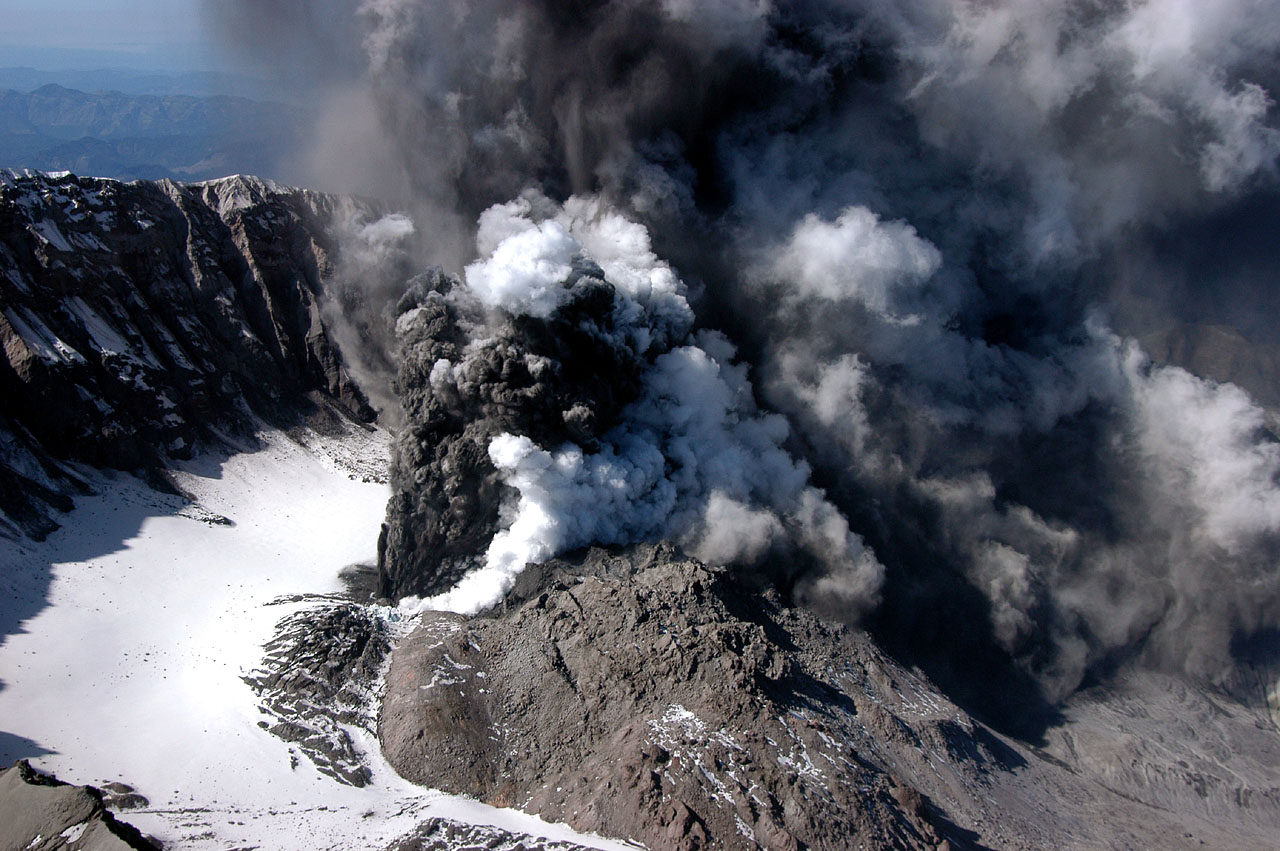
Vụ phun trào núi St. Helens

Khí núi lửa là khí phát ra bởi hoạt động của núi lửa. Chúng bao gồm các khí bị mắc kẹt trong các hốc (túi) trong đá núi lửa, khí hòa tan hoặc phân ly trong mắc ma và dung nham, hoặc khí phát ra trực tiếp từ dung nham hoặc gián tiếp qua nước ngầm được đốt nóng bởi tác động của núi lửa.
Các nguồn khí núi lửa trên Trái Đất bao gồm:
- thành phần nguyên thủy và tái chế từ lớp phủ của Trái Đất,
- các thành phần đồng hóa từ vỏ Trái Đất,
- nước ngầm và bầu khí quyển của Trái Đất.

Các chất có thể trở thành khí hoặc thải khí khi đun nóng được gọi là các chất dễ bay hơi.

## Thành phần

Sơ đồ phun trào núi lửa

Thành phần chính của khí núi lửa là hơi nước (H2O), carbon dioxide (CO2), lưu huỳnh dưới dạng sulfide dioxide (SO2) (khí núi lửa nhiệt độ cao) hoặc hiđrô sulfide (H2S) (nhiệt độ thấp khí núi lửa), nitơ, argon, heli, neon, metan, carbon monoxit và hiđrô. Các hợp chất khác được phát hiện trong khí núi lửa là oxy (thiên thạch), hydrogen chloride, hydrogen fluoride, hydrogen  bromide, nitơ oxit (NOx), lưu huỳnh hexafluoride, carbonyl sulfide và các hợp chất hữu cơ. Các hợp chất vi lượng lạ bao gồm thủy ngân, halocarbons (bao gồm cả CFC) và các gốc oxit halogen.
Sự phong phú của các loại khí thay đổi đáng kể từ núi lửa sang núi lửa khác, với hoạt động của núi lửa và với thiết lập kiến tạo. Hơi nước luôn là khí núi lửa dồi dào nhất, thường chiếm hơn 60% tổng lượng khí thải. Carbon dioxide thường chiếm 10 đến 40% lượng khí thải.
Các núi lửa nằm ở ranh giới mảng hội tụ phát ra nhiều hơi nước và clo hơn so với núi lửa tại các điểm nóng hoặc ranh giới mảng phân kỳ. Điều này được gây ra bởi việc bổ sung nước biển vào mắc ma hình thành tại các khu vực hút chìm. Các núi lửa ranh giới mảng hội tụ cũng có tỷ lệ H2O/H2, H2O/CO2, CO2/He và N2/He cao hơn so với các núi lửa nằm ở điểm nóng hoặc ranh giới phân kỳ.

## Khí mắc ma và khí núi lửa nhiệt độ cao
Mắc ma chứa các thành phần dễ bay hơi hòa tan, như được mô tả ở trên. Độ hòa tan của các thành phần này phụ thuộc vào áp suất, nhiệt độ và thành phần của mắc ma. Khi mắc ma bay lên trên bề mặt, áp suất xung quanh giảm, làm giảm độ hòa tan của các chất bay hơi hòa tan. Khi độ hòa tan giảm xuống dưới nồng độ dễ bay hơi, các chất bay hơi sẽ có xu hướng ra khỏi dung dịch trong mắc ma (exsolve) và tạo thành một pha khí riêng biệt (mắc ma siêu bão hòa trong chất bay hơi).
Khí ban đầu sẽ được phân phối khắp mắc ma dưới dạng bong bóng nhỏ, không thể tăng nhanh qua mắc ma. Khi mắc ma bay lên, các bong bóng phát triển thông qua sự kết hợp của sự giãn nở thông qua quá trình giải nén và tăng trưởng khi độ hòa tan của các chất bay hơi trong mắc ma giảm hơn nữa khiến cho khí thoát ra nhiều hơn. Tùy thuộc vào độ nhớt của mắc ma, các bong bóng có thể bắt đầu nổi lên thông qua mắc ma và kết lại, hoặc chúng vẫn tương đối cố định tại chỗ cho đến khi chúng bắt đầu kết nối và tạo thành một mạng kết nối liên tục. Trong trường hợp trước, các bong bóng có thể nổi lên qua mắc ma và tích tụ ở một bề mặt thẳng đứng, ví dụ như 'mái nhà' của buồng mắc ma. Trong các núi lửa có đường dẫn mở ra bề mặt, vd Stromboli ở Ý, các bong bóng có thể chạm tới bề mặt và khi chúng nổ những vụ nổ nhỏ xảy ra. Trong trường hợp sau, khí có thể chảy nhanh qua mạng thấm liên tục về phía bề mặt. Cơ chế này đã được sử dụng để giải thích hoạt động tại Santiaguito, núi lửa Santa Maria, Guatemala  và Núi lửa Soufrière Hills, Montserrat. Nếu khí không thể thoát đủ nhanh khỏi mắc ma, nó sẽ phân mảnh mắc ma thành các hạt tro nhỏ. Tro hóa lỏng có khả năng chống chuyển động thấp hơn nhiều so với mắc ma nhớt, do đó tăng tốc, gây ra sự giãn nở thêm của khí và gia tốc của hỗn hợp. Chuỗi sự kiện này thúc đẩy núi lửa bùng nổ. Việc khí có thể thoát ra nhẹ nhàng (phun trào thụ động) hay không (phun trào nổ) được xác định bởi tổng hàm lượng chất bay hơi của mắc ma ban đầu và độ nhớt của mắc ma, được điều khiển bởi thành phần của nó.
Thuật ngữ khử khí 'hệ thống khép kín' dùng để chỉ trường hợp khí và mắc ma mẹ của nó bay lên với nhau và ở trạng thái cân bằng với nhau. Thành phần của khí phát ra ở trạng thái cân bằng với thành phần của mắc ma ở áp suất, nhiệt độ nơi khí rời khỏi hệ thống. Trong quá trình khử khí của hệ thống mở, khí rời khỏi mắc ma gốc của nó và tăng lên thông qua mắc ma quá mức mà không duy trì trạng thái cân bằng với mắc ma đó. Khí thoát ra ở bề mặt có thành phần là trung bình dòng chảy của mắc ma thoát ra ở các độ sâu khác nhau và không đại diện cho các điều kiện mắc ma ở bất kỳ độ sâu nào.
Đá nóng chảy (mắc ma hoặc dung nham) gần bầu khí quyển sẽ giải phóng khí núi lửa nhiệt độ cao (> 400 °C). Trong các vụ phun trào núi lửa bùng nổ, việc phóng thích khí đột ngột từ mắc ma có thể gây ra chuyển động nhanh chóng của đá nóng chảy. Khi mắc ma gặp nước, nước biển, nước hồ hoặc nước ngầm, nó có thể bị phân mảnh nhanh chóng. Sự mở rộng nhanh chóng của khí là cơ chế thúc đẩy của hầu hết các vụ phun trào núi lửa bùng nổ. Tuy nhiên, một phần đáng kể của việc giải phóng khí núi lửa xảy ra trong các giai đoạn gần như liên tục của núi lửa đang hoạt động.

## Khí núi lửa nhiệt độ thấp và hệ thống thủy nhiệt
Khi khí mắc ma đi lên gặp nước thiên thạch trong tầng ngậm nước, hơi nước được tạo ra. Nhiệt mắc ma tiềm ẩn cũng có thể khiến nước thiên thạch bốc lên như một pha hơi. Tương tác đá lỏng kéo dài của hỗn hợp nóng này có thể lọc các thành phần ra khỏi đá mắc ma làm mát và đá đất nước, gây ra sự thay đổi thể tích và chuyển pha, phản ứng và do đó làm tăng cường độ ion của chất lỏng thẩm thấu hướng lên. Quá trình này cũng làm giảm độ pH của chất lỏng. Làm mát có thể gây ra sự phân tách pha và lắng đọng khoáng chất, kèm theo sự thay đổi về điều kiện giảm nhiều hơn. Tại biểu hiện bề mặt của các hệ thống thủy nhiệt như vậy, khí núi lửa nhiệt độ thấp (<400   °C) hoặc được phát ra dưới dạng hỗn hợp khí-hơi hoặc ở dạng hòa tan trong suối nước nóng. Ở đáy đại dương, các chất lỏng thủy nhiệt siêu bão hòa nóng như vậy tạo thành các cấu trúc ống khói khổng lồ được gọi là người hút thuốc đen, tại điểm phát xạ vào nước biển lạnh.

## Giải phóng khí núi lửa không nổ
Sự giải phóng khí có thể xảy ra bằng cách tiến lên thông qua các vết nứt hoặc thông qua quá trình khử khí khuếch tán qua các khu vực rộng lớn trên mặt đất thấm như các cấu trúc khử khí khuếch tán (DDS). Tại các vị trí mất khí tiến bộ, sự kết tủa của lưu huỳnh và các khoáng chất quý hiếm hình thành các mỏ lưu huỳnh và ống khói lưu huỳnh nhỏ, được gọi là fumaroles. Nhiệt độ rất thấp (dưới 100 °C) cấu trúc fumarolic còn được gọi là solfataras. Các vị trí khử khí lạnh chủ yếu là carbon dioxide được gọi là mofettes. Suối nước nóng trên núi lửa thường cho thấy một lượng khí mắc ma có thể đo được ở dạng hòa tan.

## Cảm biến, thu thập và đo lường
Khí núi lửa đã được thu thập và phân tích từ năm 1790 bởi Scipione Breislak ở Ý. Thành phần của khí núi lửa phụ thuộc vào sự chuyển động của mắc ma trong núi lửa. Do đó, những thay đổi đột ngột trong thành phần khí thường báo trước sự thay đổi trong hoạt động của núi lửa. Theo đó, một phần lớn giám sát nguy cơ của núi lửa liên quan đến việc đo lượng khí thải thường xuyên. Ví dụ, sự gia tăng hàm lượng khí CO2 tại Stromboli đã được quy định là tiêm mắc ma giàu dễ bay hơi ở độ sâu trong hệ thống.
Khí núi lửa có thể được cảm nhận (đo tại chỗ) hoặc lấy mẫu để phân tích thêm. Cảm biến khí núi lửa có thể là:
- trong khí bằng các cảm biến điện hóa và các tế bào khí quang phổ hồng ngoại
- bên ngoài khí bằng quang phổ từ xa trên mặt đất hoặc trên không, ví dụ, quang phổ tương quan (COSPEC), Quang phổ hấp thụ quang học vi sai (DOAS) hoặc Quang phổ hồng ngoại biến đổi Fourier (FTIR).

Sulfide dioxide (SO2) hấp thụ mạnh ở bước sóng tử ngoại và có nồng độ nền thấp trong khí quyển. Những đặc điểm này làm cho sulfide dioxide trở thành mục tiêu tốt để theo dõi khí núi lửa. Nó có thể được phát hiện bởi các công cụ dựa trên vệ tinh, cho phép giám sát toàn cầu và bằng các công cụ trên mặt đất như DOAS. Các mảng DOAS được đặt gần một số núi lửa được giám sát tốt và được sử dụng để ước tính dòng SO2 phát ra. Hệ thống phân tích khí đa thành phần (Multi-GAS) cũng được sử dụng để đo CO 2 và SO 2 từ xa. Thông lượng của các loại khí khác thường được ước tính bằng cách đo tỷ lệ các loại khí khác nhau trong khối núi lửa, ví dụ như FTIR, cảm biến điện hóa ở miệng núi lửa, hoặc lấy mẫu trực tiếp và nhân tỷ lệ khí quan tâm với SO2 từ thông.
Lấy mẫu trực tiếp lấy mẫu khí núi lửa thường được thực hiện bằng phương pháp liên quan đến bình được sơ tán bằng dung dịch xút, lần đầu tiên được sử dụng bởi Robert W. Bunsen (1811-1899) và sau đó được tinh chế bởi nhà hóa học người Đức Werner F. Giggenbach (1937-1997), được đặt tên Giggenbach-chai. Các phương pháp khác bao gồm thu thập trong các thùng rỗng sơ tán, trong các ống thủy tinh chảy qua, trong các chai rửa khí (máy lọc lạnh), trên các gói lọc ngâm tẩm và trên các ống hấp phụ rắn.
Kỹ thuật phân tích cho mẫu khí bao gồm khí sắc ký với nhiệt độ dẫn phát hiện (TCD), ngọn lửa phát hiện ion hóa (FID) và khối phổ (GC-MS) cho khí, và các kỹ thuật hóa học ướt khác nhau cho các loài bị giải thể (ví dụ, acidimetric chuẩn độ cho hòa tan CO2 và sắc ký ion cho sunfat, chloride, fluoride). Các kim loại vi lượng, thành phần hữu cơ và đồng vị thường được xác định bằng các phương pháp phổ khối khác nhau.

## Giám sát khí núi lửa và núi lửa
Một số thành phần nhất định của khí núi lửa có thể cho thấy những dấu hiệu rất sớm của việc thay đổi điều kiện ở độ sâu, khiến chúng trở thành một công cụ mạnh mẽ để dự đoán tình trạng bất ổn sắp xảy ra. Được sử dụng cùng với dữ liệu giám sát về địa chấn và biến dạng, giám sát tương quan đạt được hiệu quả cao. Giám sát khí núi lửa là một công cụ tiêu chuẩn của bất kỳ đài quan sát núi lửa nào. Thật không may, dữ liệu thành phần chính xác nhất vẫn yêu cầu các chiến dịch lấy mẫu trường nguy hiểm. Tuy nhiên, các kỹ thuật viễn thám đã phát triển vượt bậc trong những năm 1990. Dự án khử khí carbon Deep Earth đang sử dụng viễn thám Multi-GAS để theo dõi liên tục 9 ngọn núi lửa.

## Nguy hiểm
Khí núi lửa chịu trách nhiệm trực tiếp cho khoảng 3% tất cả các trường hợp tử vong liên quan đến núi lửa của con người trong khoảng thời gian từ 1900 đến 1986. Một số khí núi lửa giết chết do ăn mòn axit; những người khác giết chết do ngạt khói. Khí nhà kính, carbon dioxide, không mùi, được phát ra từ núi lửa, chiếm gần 1% tổng số hàng năm trên toàn cầu. Một số khí núi lửa bao gồm sulfide dioxide, hiđrô chloride, hiđrô sulfide và hiđrô fluoride phản ứng với các hạt khí quyển khác để tạo thành sol khí.